# ふゅーじょんぷろだくと
株式会社ふゅーじょんぷろだくとは、女性向け一般マンガ・BLマンガの出版を手掛ける日本の出版社。

## 概要
『ぱふ』（清彗社）『ふゅーじょんぷろだくと』（ラポート）の編集者だった才谷遼（別名：可部達郎、本名：川邉龍雄）が1982年7月に設立（ラポートから出ていた雑誌と社名に直接の関係はない）。同年8月まんが情報誌『COMIC BOX』を創刊。

## 雑誌
- COMIC Be（2,3,4,5,6,7,8,10,11,12月の13日発売）※1991年同人誌情報通販誌「COMIC BOXジュニア」として創刊[2]、1993年独立創刊、2012年から現在の誌名にリニューアル。
- Baby（オリジナルBLアンソロジー）

## 過去に発行していた雑誌
- COMIC BOX（旧）
- COMIC BOXジュニア→COMIC BOX（新）
- Little boy（1987年-1989年[4]）
- KID'S（1989年-1991年[5]）
- 地球のーと（1998年-[6]）

## 単行本レーベル
- POE BACKS
  - POE BACKS/Beコミックス
  - POE BACKS/BABYコミックス
  - POE BACKS/THE OMEGAVERSE PROJECT COMICS
- 珈琲文庫
- コミックボックス・ライブラリー

## 映像

### 映画
- モレク神 ※製作
- セシウムと少女 ※製作・配給

### テレビドラマ
- イケメン共よ メシを喰え（2022年7月9日 - 9月24日、テレビ大阪・BSテレビ東京）

### アニメ
- 魔法少女 俺

## 関連会社等
- 株式会社ラピュタ
  - 映画館（名画座）「ラピュタ阿佐ヶ谷」運営、飲食店「山猫軒」運営、 演劇劇場「ザムザ阿佐ケ谷」運営、賃貸
  - アート・アニメーションのちいさな学校-Laputa Art Animation School-
- ミニシアターユジク阿佐ヶ谷